# Cis Van de Velde
François Joseph Thérèse van de Velde (Antwerpen, 22 september 1926 - Berchem, 15 oktober 2013) was architect, kunstschilder en graficus. Hij is zoon van Anton Van de Velde, de bekende Antwerpse (toneel)schrijver en regisseur.

## Levensloop
Cis Van de Velde werd geboren en is opgegroeid in Antwerpen, werkte en woonde vanaf 1960 samen met zijn vrouw Tit (Josepha) Cools in zijn zelf ontworpen woning te Berchem. Hij studeerde af aan de Antwerpse Academie voor Kunsten in de afdeling voor Architectuur en stedenbouw in 1950. Naast zijn zelfstandige loopbaan als architect, legde hij zich toe op de schilderkunst en grafiek. 

## Architectuur
Van de Velde's was een aanhanger van de modernistische architectuur. Hoewel hij zeker mee ging met de tijdsgeest probeerde hij toch vaak zijn eigen stempel door te drukken. Hij kreeg vooral opdrachten van particulieren voor villa's en woningen, en ontwierp ook zijn eigen villa te Berchem. Maar zijn belangrijkste projecten waren eerder in opdracht van klerikale instanties waaronder kapellen en bezinningsoorden. Tot de meest geslaagde behoren 'De Baverik' in Waasmunster en 'Ter Dennen' in Westmalle. Dit waren totaalopdrachten waarbij hij het interieur, design en tuin ook voor zijn rekening nam. 

## Schilderijen
Vanaf de jaren 1960 was hij ook actief als kunstschilder, graficus en in het midden van bevriende kunstenaars Dries Vandenbroeck, Gaby De Pauw en Achiel Pauwels. Vooral de vriendschap met keramiekkunstenaar Achiel Pauwels leverde een reeks boeiende duotentoonstellingen op. Deze tentoonstelling vonden vaak plaats in de huiselijk sfeer, in de strakke, modernistische architectenwoning te Berchem. 
In zijn schilderijen experimenteerde Van de Velde vooral met verschillende soorten verven op papier en enkele malen op doek. De lyrisch abstracte werken kwamen in reeksen tot stand. De schilderijen op papier ademen een mystieke sfeer uit, waarin de fascinatie voor licht en natuurlijke vormen een wederkerend thema is. Ook werden de werken vaak als illustraties getoond, in zelf uitgegeven bundels, naast de spirituele gedichten van echtgenote en dichteres Tit Cools. Ook talrijk zijn de landschappen, anonieme portretten (koppen) en karikaturen. Hij werkte vooral met speciale lakverven in combinatie met technieken als airbrush en zeefdruk, al dan niet in combinatie met monoprint. Onder meer voor het Antwerps Bachkoor en voor het Sint-Franciscusjubileumjaar maakte hij prachtige zeefdrukken.